# Episodi di Hector Polpetta (prima stagione)
La prima stagione della serie animata Hector Polpetta, composta da 27 episodi, è stata trasmessa negli Stati Uniti, da Cartoon Network, dal 24 agosto 2001 al 22 ottobre 2004.
In Italia è stata trasmessa su Cartoon Network dal 31 ottobre 2002 a maggio 2005.
| n° | Titolo originale                      | Titolo italiano                | Prima TV USA     | Prima TV Italia |
| -- | ------------------------------------- | ------------------------------ | ---------------- | --------------- |
| 1  | Pilot                                 | Hector Polpetta                | 24 agosto 2001   | 31 ottobre 2002 |
| 2  | Emotional Skarr                       | Il vendicativo Skarr           | 31 agosto 2001   | 4 novembre 2002 |
| 3  | Evil Goes Wild                        | Hector impazzisce              | 7 settembre 2001 | 5 novembre 2002 |
| 4  | The Smell of Vengeance                | L'odore della vendetta         | 5 ottobre 2001   | 6 novembre 2002 |
| 5  | The Smell of Vengeance                | L'odore della vendetta         | 5 ottobre 2001   | 6 novembre 2002 |
| 6  | Devolver                              | Processo degenerativo          | 12 ottobre 2001  | 7 novembre 2002 |
| 7  | Devolver                              | Processo degenerativo          | 12 ottobre 2001  | 7 novembre 2002 |
| 8  | Tiptoe Through the Tulips             | Fatemi uscire da qui           | 19 ottobre 2001  | 8 novembre 2002 |
| 9  | Tiptoe Through the Tulips             | Fatemi uscire da qui           | 19 ottobre 2001  | 8 novembre 2002 |
| 10 | Bring Me the Face of Hector Con Carne | Rivoglio la mia faccia         | 19 luglio 2002   | 27 ottobre 2003 |
| 11 | Search and Estroy                     | Il piano segreto di Borkia     | 26 luglio 2002   | 28 ottobre 2003 |
| 12 | Everyone Loves Uncle Bob              | Tutti amano lo zio Bob         | 2 agosto 2002    | 29 ottobre 2003 |
| 13 | Evil on Trial                         | Una condanna per Hector        | 9 agosto 2002    | 30 ottobre 2003 |
| 14 | The Time Hole Incident                | Viaggio nel tempo              | 4 ottobre 2002   | 31 ottobre 2003 |
| 15 | Christmas Con Carne                   | Il controllo della mente       | 11 ottobre 2002  | 3 novembre 2003 |
| 16 | The Pie Who Loved Me                  | Cosa hai messo nella crostata? | 18 ottobre 2002  | 4 novembre 2003 |
| 17 | Gutless!                              | Mal di stomaco                 | 11 luglio 2003   | gennaio 2004    |
| 18 | Day of the Dreadbot                   | Il giorno dei Dreadbot         | 11 luglio 2003   | gennaio 2004    |
| 19 | League of Destruction                 | La lega della distruzione      | 11 luglio 2003   | gennaio 2004    |
| 20 | Son of Evil                           | Il figlio del male             | 18 luglio 2003   | gennaio 2004    |
| 21 | The Right to Bear Arms                | Le braccia armate              | 18 luglio 2003   | gennaio 2004    |
| 22 | The Trouble with Skarrina             | Che bomba, la ragazza!         | 18 luglio 2003   | gennaio 2004    |
| 23 | Go Spork                              | Vai, Spork!                    | 1º agosto 2003   | gennaio 2004    |
| 24 | Boskov's Day Out                      | Il giorno libero di Boskov     | 1º agosto 2003   | gennaio 2004    |
| 25 | Cod vs. Hector                        | Merluzzo contro Hector         | 1º agosto 2003   | gennaio 2004    |
| 26 | Max Courage!                          | Max Coraggio                   | 15 agosto 2003   | gennaio 2004    |
| 27 | Ultimate Evil                         | Ultimate Evil                  | 22 ottobre 2004  | maggio 2005     |